# Emoia guttata
Emoia guttata là một loài thằn lằn trong họ Scincidae. Loài này được Brown & Allison mô tả khoa học đầu tiên năm 1986.